# Sonet 15 (William Szekspir)

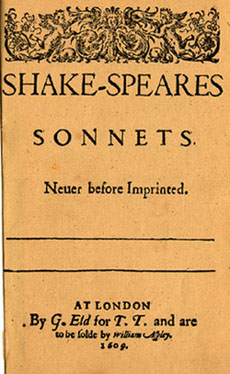
Strona tytułowa pierwszego wydania sonetów Shakespeare’a

Sonet 15 (Kiedy rozważam, że wszelkie stworzenie) - jeden z cyklu sonetów autorstwa Williama Shakespeare’a. 

## Treść
Sonet ten jest jednym z tych, które nawołują tajemniczego młodzieńca do posiadania potomstwa. 
W jego zakończeniu pojawia się odniesienie do upływającego czasu, także deklaracja miłości: 
 Więc w boju z czasem, bowiem cię miłuję, 
 To, co ci zabrał, znów wszczepić próbuję.